# 프리츠 매클럽
프리츠 매클럽(Fritz Machlup, 1902년 12월 15일 ~ 1983년 1월 30일)는 1971년부터 1974년까지 국제 경제 협회 회장을 역임한 오스트리아계 미국인 경제학자이다. 그는 지식을 경제적 자원으로 연구한 최초의 경제학자 중 한 사람이다.  정보화 사회의 개념을 대중화한 공로를 인정받았다.
그는 오스트리아 비너-노이슈타트에서 유대인 부모에게서 태어났다. 그의 아버지는 판지를 제조하는 두 개의 공장을 소유한 사업가였다. 매클럽은 비엔나 대학교에서 박사 학위를 받았다. 1933년에 그는 미국에서 록펠러 장학금을 받았고 1935년 에는 버팔로 대학교의 교수가 되었다. 1938년 나치가 조국 오스트리아를 점령한 후, 매클럽은 미국에 머물렀고 1940년에 미국 시민이 되었다.